# Desce pro Play (Pa, Pa, Pa)
"Desce pro Play (Pa, Pa, Pa)" é uma canção do cantor brasileiro Zaac, lançado em 26 de junho de 2020 pela Universal Music. Conta com participação da cantora brasileira Anitta e do rapper estadunidense Tyga.

## Apresentações ao vivo
Zaac juntamente com Anitta cantaram a música pela primeira vez em 11 de julho de 2020 no Altas Horas.

## Créditos
Créditos adaptados do Tidal.
- Zaac – Artista principal, composição e vocais
- Anitta – Artista convidado e vocais
- Tyga – Artista convidado, composição e vocais
- Arthur Marques – Letra e composição
- Bibi – Letra e composição
- BMT – Produção
- Gorkiy – Letra e composição
- Maffalda – Letra e composição
- Pablo Bispo – Letra e composição
- Zebu – Letra e composição

## Desempenho nas paradas musicais
| País — Tabela musical (2020) | Melhor posição |
| ---------------------------- | -------------- |
| Brasil (Top 100 Brasil)      | 25             |
| Brasil (Pop Nacional)        | 1              |
| Brasil (Top 10 Streaming)    | 1              |
| Estados Unidos (Top Triller) | 3              |
| Global (Billboard)           | 160            |
| Grécia (IFPI)                | 76             |
| Portugal (AFP)               | 7              |

| País — Tabela musical (2020) | Melhor posição |
| ---------------------------- | -------------- |
| Brasil (Top 50 Streaming)    | 1              |

## Vendas e certificações
| Região                                                        | Certificação | Vendas  |
| ------------------------------------------------------------- | ------------ | ------- |
| Portugal (AFP)                                                | Ouro         | 10.000‡ |
| ‡vendas+valores de streaming baseados somente na certificação |              |         |